# Cratere Eugenia
Eugenia  è un cratere sulla superficie di Venere.